# Băița, Bihor
Băița (în maghiară Rézbánya, în trad. "Baia de Aramă" / "Mina de Cupru") este o localitate componentă a orașului Nucet din județul Bihor, Crișana, România. Se află în apropiere de izvorul Crișului Negru și Curcubăta Mare (1849 m) in Munții Apuseni. Datorită faptului că rocile regiunii sunt calcaroase, în regiunea Băiței se găsesc multe peșteri și cariere de marmură. La circa 30 km se aflä orasul Beius si la circa 40 km de Băița se află Padișul (Valea Galbenei, Râtul Florilor, Cetățile Ponorului) o atracție turistică.

## Istoric

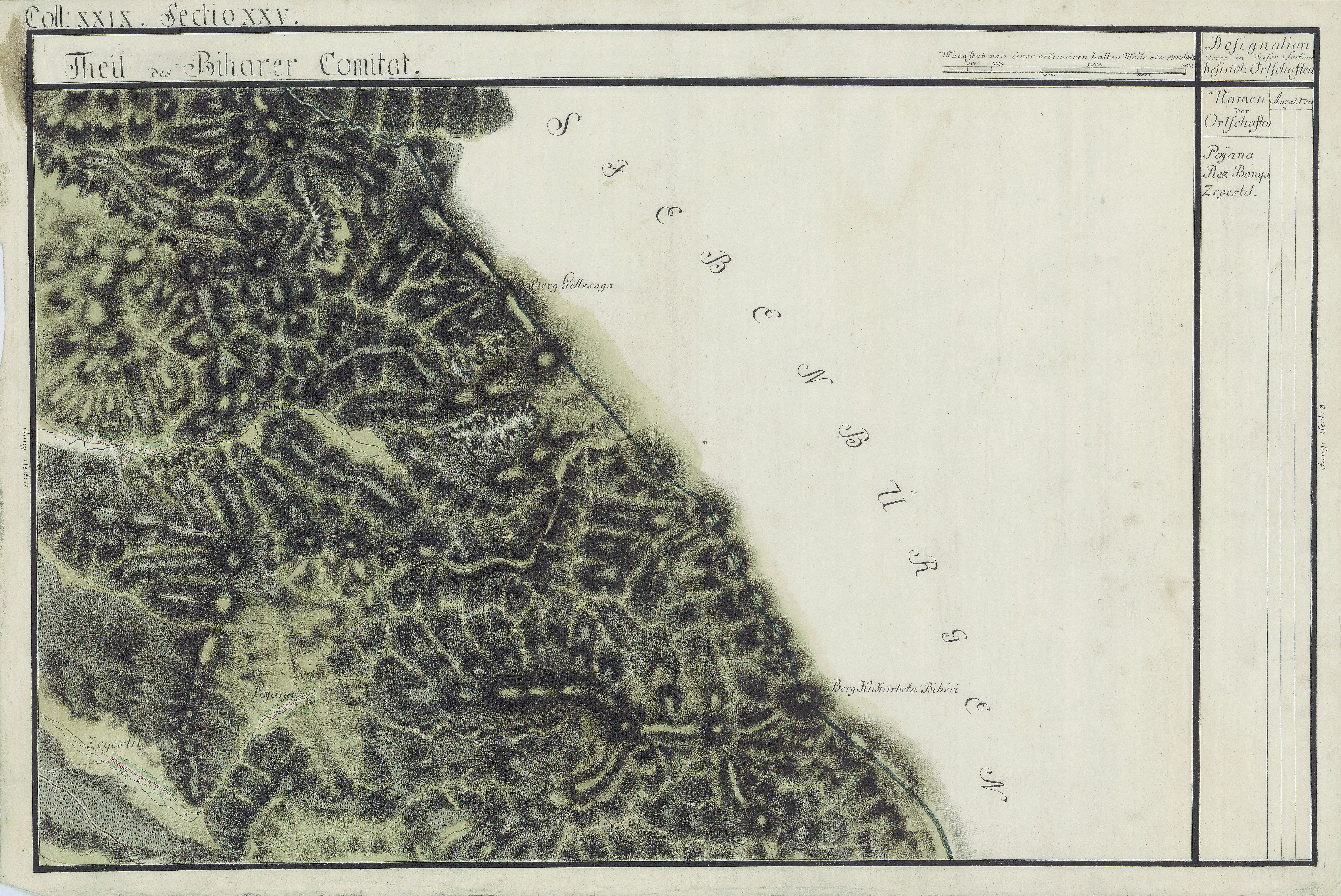
Băița în Harta Iosefină a Comitatului Bihor, 1782-85

Înainte cu circa 400 de ani au fost colonizați germani ca mineri în zona Băiței, mai târziu a fost clădită și o biserică catolică în timpul împărătesei Maria Terezia. Și în prezent se poate constata aceasta prin inscripția de pe biserică. Mai târziu din păcate regimul comunist a distrus multe documente, care au fost arse sau au dispărut.
În această perioadă de timp s-a exploatat în mod deosebit argintul (Valea-Seacă), mai puțin aurul, cuprul, de unde provine denumirea localității în limba maghiară ("Rézbánya") menționată în anul 1585. Mai târziu s-a trecut la exploatare de molibden și bismut..
În anii 50 s-a început o exploatare masivă de uraniu, numărul minerilor a crescut la circa 20.000, iar numărul soldaților care au lucrat în mină circa 10.000 potrivit sursei de informație într-o perioadă de 10 ani s-a transportat în Uniunea Sovietică numai de la mina "Avram Iancu" peste 2,000.000 de tone de minereu de uraniu de calitate superioară(declaratia directorului minei Baita Plai ,Hristodor Anastase,facuta la TVR-interviu 1997).,respectiv 300,000 t echivalent uraniu metalic( declaratia lui Gheorghe Gheorghiu Dej la plenara din aprilie 1964),Această cantitate de uraniu era suficientă pe o perioadă de 3000 de ani pentru reactorul atomic de la Cernavodă, sau  acoperea necesarul de curent electric al țării pe o perioada de 300 ani.Din aceasta cantitate de uraniu se puteau  produce mai mult de 10,000 de bombe atomice de tipul celei de la Hiroshima,
Grosimea filonului de minereu variaza intre 2 si 12 m cu ogrosime  medie de 4 m.Concentratia ajunge in unele locuri la 60% uraniu-cea mai mare concentratie din lume cunoscuta pana in prezent(minereu Uragan) in comparatie cu concentratiile clasice de 0,1-3%din alte locatii(declaratia directorului minei la TVR in 1997).Concentratia medie a zacamantului a fost de 1,36%.Lungimea galeriilor depasesc 400km si acestea se intind in subteranul a trei judete.Volumul de roca excavata depaseste 10 milioane metri cubi.
În această perioadă de exploatare intensivă a crescut numărul locuitorilor și au apărut două orașe noi pe harta României, Ștei (Petru Groza) la 15 km și orașul Nucet (1952) la 2 km de Băița.
Reziduurile radioactive rămase sunt o problemă serioasă pentru această regiune.
Radioactivitatea galeriilor este mult mai ridicata decat in alte mine de uraniu iar concentratia de radon este estimata ca depaseste de 12 ori concentratia obisnuita dintr-o mina de uraniu.  Nivelul de radiatii medii a fost estimat ca fiind dublul celul mediu pe intregul teritoriu al Romaniei.
Aici se afla si depozitul de deseuri radioactive de lunga durata(tertiar) de la Cernavoda.care este mortal pentru oameni.

## Obiective turistice
- Rezervația naturală „Groapa Ruginoasa - Valea Seacă” (20,4 ha).

## Personalități
- Antal Abt (n. 04.12.1828 - d. 1902), fizician.
- Sandor Bihari (n. 19.05.1855 - d. 1906), pictor.